# 基里克达坂
基里克達坂，亦作克里克達坂，位於中华人民共和国新疆维吾尔自治区和巴基斯坦吉尔吉特-巴尔蒂斯坦省的邊境、明铁盖达坂以西，是喀喇昆仑山脉之上的一個達坂（蒙古語，亦作「达旺」，「高地山口」的意思），高4,827米或15,837英尺。這兩個達坂在古時是罕萨河谷前往北方的主要關口，也是從南方卡拉其古河谷和塔格敦巴什帕米尔前往中國的捷徑。